# 15530 Кубер
15530 Кубер (15530 Kuber) — астероїд головного поясу, відкритий 5 січня 2000 року.
Тіссеранів параметр щодо Юпітера — 3,559.